# Novîi Mosîr, Kovel
Novîi Mosîr (în ucraineană Новий Мосир) este localitatea de reședință a comunei Novîi Mosîr din raionul Kovel, regiunea Volînia, Ucraina.

## Demografie
Componența lingvistică a localității Novîi Mosîr
     Ucraineană (98,63%)
     Rusă (1,37%)
Conform recensământului din 2001, majoritatea populației localității Novîi Mosîr era vorbitoare de ucraineană (98,63%), existând în minoritate și vorbitori de rusă (1,37%).